# Letur-Lefr
 (juillet 2012).
Albums de John Frusciante
The Empyrean
(2009) PBX Funicular Intaglio Zone
(2012)
Letur-Lefr est un EP de John Frusciante, sorti le 4 juillet 2012 au Japon et reporté au 17 juillet 2012 pour le reste du monde. Il a vu le jour sur le label Record Collection. Il est disponible sur plusieurs supports dont les cassettes. Sur cet EP enregistré en 2010, John Frusciante joue du synthétiseur et mixe par-dessus des voix de ses amis, principalement des rappeurs.
Frusciante dit de cet album qu'il s'agit de « progressive synthpop ». 

## Liste des titres
Toutes les chansons sont écrites et composées par John Frusciante.
| No | Titre                                                        | Durée |
| -- | ------------------------------------------------------------ | ----- |
| 1. | In Your Eyes (featuring Nicole Turley)                       | 4:27  |
| 2. | 909 Day (featuring Leggezin Fin, Masia One, Kinetic 9 & RZA) | 2:24  |
| 3. | Glowe                                                        | 1:31  |
| 4. | FM (featuring Kinetic 9, Rugged Monk & RZA)                  | 3:42  |
| 5. | In My Light (featuring RZA)                                  | 3:49  |

## Personnel
- John Frusciante - chant, guitare, claviers, samples, batterie
- Nicole Turley - chant
- RZA - chant
- Leggezin Fin - chant
- Masia One - chant
- Kinetic 9 - chant
- Rugged Monk - chant

Production
- John Frusciante - production
- Anthony Zamora - manager de studio

Pochette
- John Frusciante
- Julian Chavez